# الجش (الجليل)
الجش (بالعبريَّة: גִ'שׁ/גִ'ישׁ أو גּוּשׁ חָלָב) هي بلدة ذات مجلس محلي تقع في الجليل الأعلى، على المنحدرات الشمالية الشرقية لجبل الجرمق، على بعد 13 كم (8.1 ميل) شمال مدينة صفد، في المنطقة الشمالية لفلسطين المحتلة. في عام 2018 بلغ عدد سكانها حوالي 3,090 نسمة، البلدة ذات أغلبية مسيحية على مذهب الكنيسة المارونية وكنيسة الروم الملكيين الكاثوليك (63.5%)، إلى جانب أقلية كبيرة من المسلمين العرب (حوالي 36.3%). البلدة هي مركز لإحياء اللغة والثقافة الآرامية، وهي مبادرة بدأت من بعض الموارنة المحليين، تمولها الآن وزارة التعليم الإسرائيلية رسميًا حتى الصف الثامن في المدرسة الحكومية المحلية. وتعتبر الجش البلدة الوحيدة في إسرائيل ذات الأغلبيَّة المارونيَّة.
تشمل الاكتشافات الأثرية في الجش اثنين من المعابد اليهودية التاريخية، وضريح وكهوف خاصة للدفن تعود إلى العصر الكلاسيكي. وفقًا للمؤرخ الروماني يوسيفوس فلافيوس، كانت جسكالا آخر مدينة في الجليل تسقط على يد الرومان خلال الحرب اليهودية الرومانية الأولى. تصف المصادر التاريخية والتي يرجع تاريخها إلى القرنين العاشر والحادي عشر الجش (غوش حالاف) بأنها قرية ذات وجود يهودي قوي. في أوائل الحقبة العثمانية، كانت الجش قرية مُسلمة بالكامل. في القرن السابع عشر، كانت القرية مأهولة بالموحدين الدروز. في القرن الثامن عشر كانت الجش قرية ذات أغلبية مسيحية مارونية وملكانيَّة إلى جانب أقلية مسلمة سنيَّة. في عام 1945، تحت الحكم البريطاني، بلغ عدد سكان الجش حوالي 1,090 نسمة وبلغت مساحتها 12,602 دونماً. تم تهجير سكان القرية إلى حد كبير خلال الحرب العربية الإسرائيلية عام 1948، ولكن تم إعادة توطينها بعد الحرب ليس فقط من قبل السكان الأصليين الذين كانوا من المسيحيين الموارنة على نطاق واسع، ولكن أيضا من قبل بعض المسيحيين الموارنة الذين طردوا من القرى المهجرّة مثل كفر برعم ومن قبل بعض المسلمين الذين تم تهجيرهم من دلاتة.

## التسمية
الجش هي موقع لقرية جسكالا القديمة. الاسم العربي للجش هو تحريف لإسم الموقع القديم غوش حلاف باللغة العبرية، والتي تعني حرفيًا «وفرة الحليب»، والتي قد تكون إشارة إلى إنتاج الحليب والجبن، حيث اشتهرت القرية بها على الأقل منذ العصور الوسطى المبكرة أو بسبب المناطق المحيطة بها الخصبة. يعتقد باحثون آخرون أن اسم غوش حالاف يُشير إلى اللون الفاتح للحجر الجيري المحلي، والذي يتناقض مع الصخور الحمراء المُظلمة للقرية المجاورة، رأس الأحمر.

## تاريخ

### العصور القديمة
يعود تاريخ الإستيطان في الجش إلى حوالي 3000 عام. ذُكرت القرية في المشناه باسم غوش حالاف، ووصفت بأنها مدينة «مُحاطة بالجدران منذ زمن يوشع بن نون». تم العثور على بقايا كنعانية وعبرانيَّة تعود إلى العصور القديمة البرونزية والحديدية.

### الحقبة الكلاسيكية

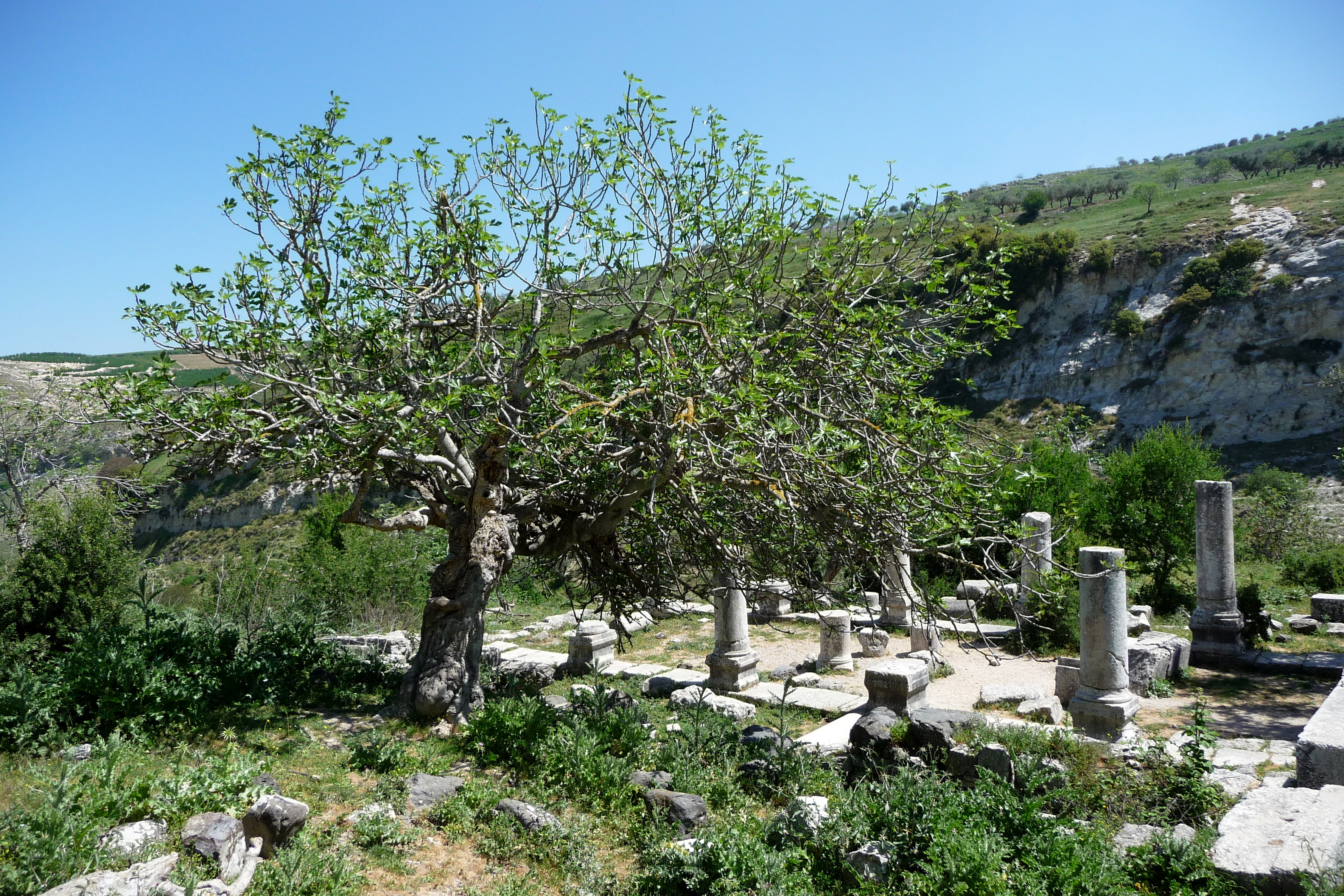
بقايا آثار لمعبد يهودي قديم في جوش حالاف.

خلال الحقبة الكلاسيكية كانت المدينة معروفة باسم جسكالا، وهي تحريف يوناني للإسم العبري غوش حالاف. يذكر كل من يوسيفوس فلافيوس ومصادر يهودية لاحقة من الفترة الرومانية البيزنطية زيت الزيتون الفاخر الذي كانت القرية معروفة به. طبقًا للتلمود عمل السكان أيضًا في إنتاج الحرير. وكان العازار بن شمعون، والذي وُصف في التلمود بأنه رجل كبير جدًا وله قوة جسدية هائلة، كان من سكان البلدة. تم دفنه في البداية في غوش حالاف، لكن أعيد دفنه لاحقًا في ميرون، بجانب والده شمعون بار يوحاي. سجلّ جيروم أن بولس الطرسوسي عاش مع والديه في «غيسكاليس في يهودا» قبل انتقالهم إلى طرسوس، وهو ما يُفهم أنه عاش في جسكالا.
بعد سقوط جمالا، كانت غوش حالاف آخر معقل لليهود في منطقة الجليل والجولان خلال الثورة اليهودية الأولى ضد روما بين عام 66 وعام 73م. كانت جسكالا موطن ليوحنان من غوش حالاف، وهو تاجر زيت زيتون ثري أصبح قائدًا رئيسيًا في الثورة اليهودية الكبرى في الجليل ثم القدس لاحقًا. في البداية كان يوحنان معروفًا كمعتدل، لكن غيرّ يوحنان موقفه عندما وصل تيتوس إلى أبواب جسكالا برفقة 1,000 من الفرسان وطالب باستسلام المدينة.
بالإضافة إلى مواقع الدفن والمعابد اليهودية التي يعود تاريخها إلى القرنين الثالث والسادس، تم اكتشاف تمائم يهودية مسيحية في مكان قريب. وتم العثور على قطع أثرية مسيحية تعود إلى الحقبة البيزنطية في نفس الموقع.

### الحكم العربي والصليبي والمملوكي
اكتسبت الجش اسمها الحديث في العصور الوسطى. ووصفتها المصادر التاريخية من القرنين العاشر والحادي عشر بأنها قرية يهودية كبيرة، وقد ذكرها الجغرافي العربي شمس الدين المقدسي في القرن العاشر. الحياة اليهودية في القرية خلال القرنين العاشر والحادي عشر تشهد عليها وثائق في جنيزا القاهرة. في عام 1172، وجد الرحالة اليهودي بنيامين التطيلي وجود عشرين يهوديًا يعيشون في الجش.

### الحقبة العثمانية

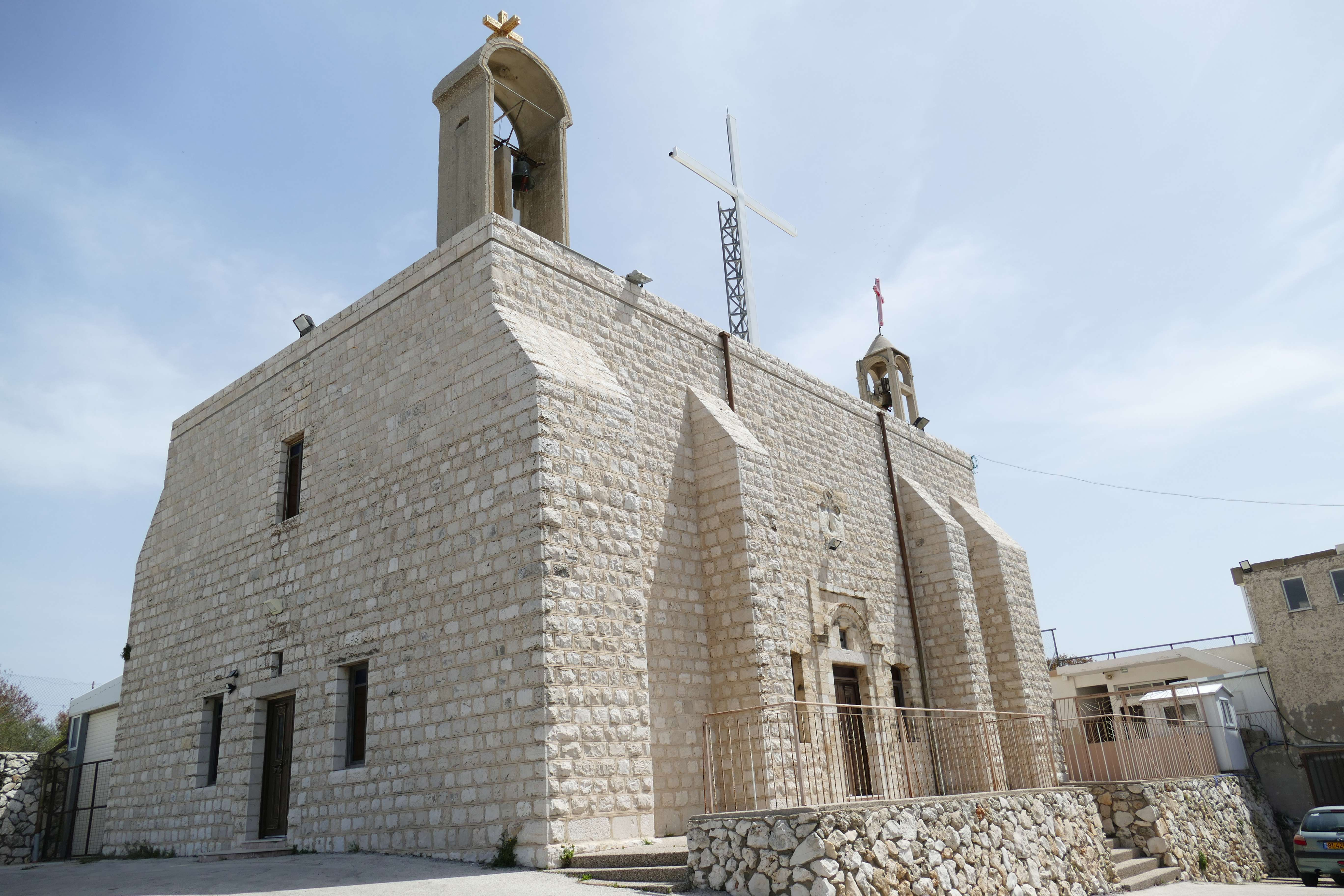
كنيسة مار بطرس وبولس للروم الكاثوليك في الجش.

في عام 1596 ظهرت الجش في سجلات الضرائب العثمانية في ناحية جيرا من سنجق صفد. وكان عدد سكانها يتكون من 71 أسرة وحوالي 20 من العُزاب، وكان جلهم من المُسلمين. وبحسب السجلات دفع القرويون ضرائب على الماعز وخلايا النحل، ولكن معظم الضرائب كانت في شكل مبلغ ثابت، وبلغ إجمالي الضرائب 30,750 آقجة.
في القرن السابع عشر، كانت القرية مأهولة بالموحدين الدروز. وكتب الرحالة العثماني أوليا جلبي، والذي مر على القرية في عام 1648:
ثم تأتي قرية الجش، مع مائة منزل من الملعونين المؤمنين في انتقال النفوس (tenāsukhi mezhebindén). ومع ذلك ما أجمل الفتيان والفتيات لديهم! ويا له من مناخ! كل واحدة من هؤلاء الفتيات لديها عيون ساحرة تشبه الغزال، والتي تجذب الناظر - مشهد غير عادي.
حسبما ذكر إسحاق بن تسفي، استقر المارونيون في جش لأول مرة في بداية القرن الثامن عشر. قد يكون ذلك نتيجة لمعركة عين دارا (1711)، حيث هزم القيسيون اليمنيين وطردوا العديد منهم من جبل لبنان. وسجل بن تسفي تقليدًا محليًا، وفقًا له، سبقت هجرة المارونيين الى القرية هجرة عائلتين؛ إحداهما - الهاشول، وهي أقدم عائلة في القرية - كانت مكونة من مارونيين ذوي أصل يهودي وكانوا يعرفون في الأصل باسم شاول.
تسبب زلزال الجليل في عام 1837 في أضرار واسعة النطاق وأدّى إلى أكثر من 200 حالة وفاة. بعد ثلاثة أسابيع، أفاد المعاصرون إلى ظهور «انشقاق كبير في الأرض... بلغ طوله حوالي 50 قدمًا». وكانت جميع قرى الجليل التي لحقت بها أضرار جسيمة في ذلك الوقت، بما في ذلك الجش، تقع على سفوح التلال شديدة الانحدار. وحقيقة أن القرية بُنيت على سفوح منحدرة تتكون من حجر الأساس الناعم والتربة مما جعلها أكثر عرضة للانهيارات الأرضية. وفقًا لأندرو طومسون، دُمرت جميع المنازل في الجش، كما وانهارت كنيسة القرية، مما أسفر عن مقتل 130 شخصاً وانهارت جدران المدينة القديمة. توفي ما مجموعه 235 شخصًا وبقيت الأرض متشققة. في ذلك الوقت، أُشير إلى القرية كقرية مسلمة ومارونية مختلطة في منطقة صفد. ولم ينجُ الا الكاهن يوسف دخّول وطفل رضيع من عائلة شقير، وبحسب هذه الرواية فقد لقي تُسع السكان الموارنة في القرية حتفهم في الكنيسة آنذاك. ووفقاً للباحث إدوارد روبنسون «كان المسيحيون وقتئذٍ يقيمون الصلاة في كنيستهم، وقتل الزلزال أكثر من مائة وثلاثين شخصاً، ولم يتصل بالحكومة سوى أسماء مائتين وخمسة وثلاثين شخصاً من الذين قلتوا في القرية».
في نهاية القرن التاسع عشر، وُصفت الجش بأنها «قرية مبنية جيدًا من البناء الجيد» مع حوالي 600 شخص من المسيحيين وحوالي 200 شخص من المسلمين. وأظهرت قائمة تعداد السكان والتي تعود إلى حوالي عام 1887 أن تعداد سكان الجش وصل إلى حوالي 1,935 نسمة؛ منهم 975 مسيحيًا وحوالي 960 مُسلمًا. في عام 1905 بنيت كنيسة القديس بطرس وبولس للروم الملكيين على أنقاض بناء أثري يعتقد أنه كنيس يهودي أو دير بيزنطي، وما زالت الحجارة الأثرية الضخمة والأعمدة متناثرة في جوار الكنيسة.

### الانتداب البريطاني

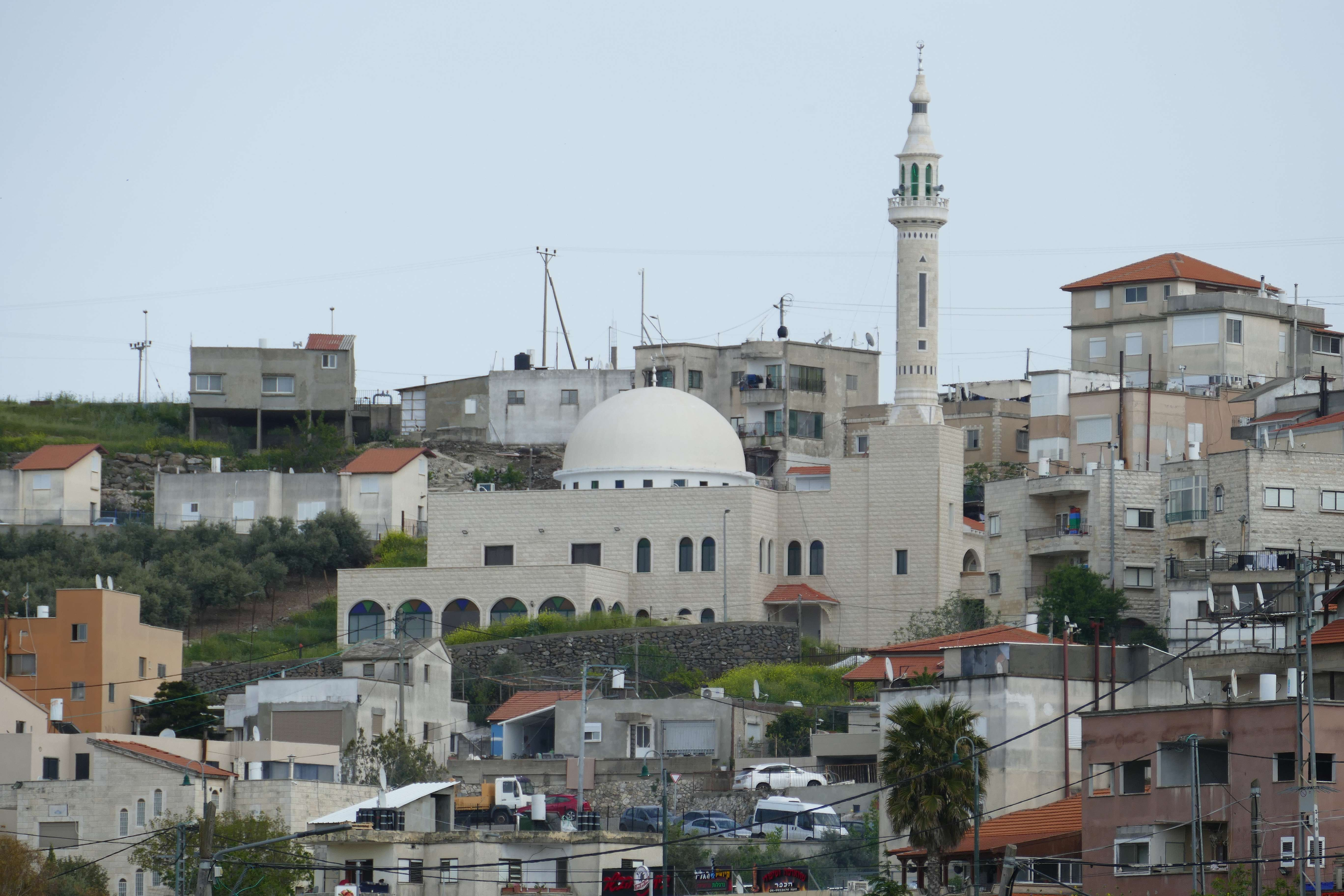
جانب من بلدة الجش ومسجد الايمان ظاهر في الصوره.

ذكر الكاهن اليسوعي القرية في كتابه «رحلة رسولية في بلاد الجليل الأعلى» عام 1921؛ وقد وصفها بأنها: «قرية تقع في غربيّ صفد تبعد عنها ساعتين مشياً وهي قرية قديمة فيها آثار نفسية». وقد وصف أوضاع أهل القرية كالتالي: «وأهل الجش يتعاطون الفلاحة ورعاية المواشي وهم رائعون اليوم في راحة عظيمة وفي بحبوبة سلام لم يعرفوهما في عهد التُرك... ومسيحيو الجشّ أتقياء يحافظون على دينهم وتقاليدهم فإذا قُرع الجرس ترى جمهورهم يؤمّون المعبد المقامة فيه الصلاة سواء كان للموارنة أو الروم الكاثوليك فيشتركون بالطقوس الكنائسيَّة والتراتيل. ولمّا ألقيتُ عليهم عظات الرياضة الروحية رأينا من غيرتهم على الاجتماعات الدينية وتزاحمهم في التقرّب من القربان المقدس».
خلال تعداد فلسطين 1922، بلغ عدد سكان الجش حوالي 721 نسمة، منهم حوالي 380 مسيحيًٍا وحوالي 341 مسلمًا. وكان توزيع المسيحيين طائفياً بين 71% من الموارنة وحوالي 29% من الروم الكاثوليك (الملكيين). بحلول تعداد فلسطين 1931، كان للجش حوالي 182 منزلاً مسكونًا وبلغ عدد سكانها 358 مسيحيًا وحوالي 397 مسلمًا.
في تعداد عام 1945 بلغ عدد سكان الجش حوالي 1,090 نسمة؛ كان منهم حوالي 350 مسيحيًا وحوالي 740 مسلمًا، وامتلكت القرية حوالي 12,602 دونمًا، ومن بين هذا، كان 1,506 دونمات من الأراضي المزروعة والأراضي القابلة للري، وحوالي 6,656 دونمًا كانت تُستخدم لمحاصيل الحبوب، في حين تم بناء 72 دونماً من الأراضي (الحضرية).

### دولة إسرائيل

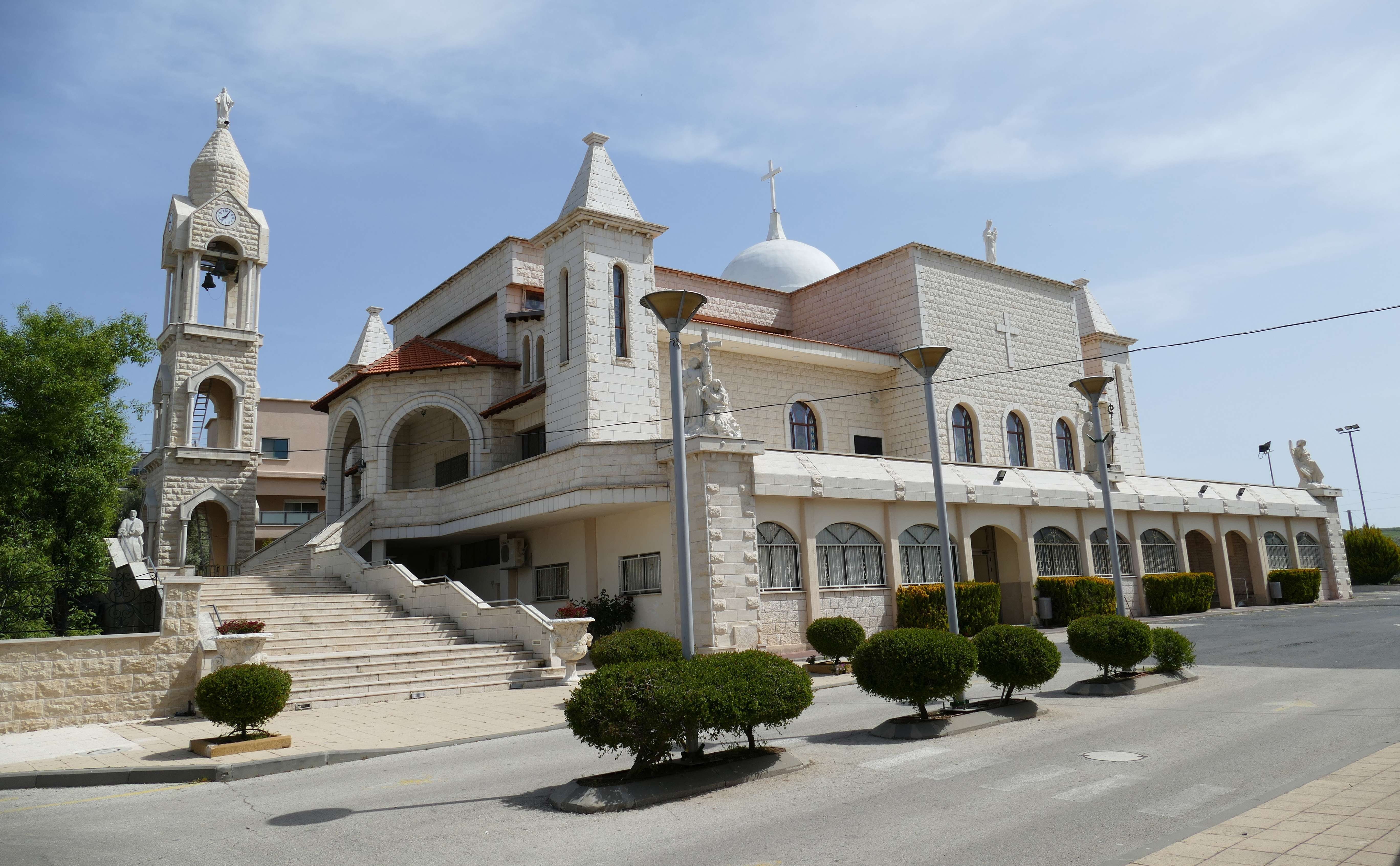
كنيسة مار مارون المارونية في الجش.

استولت القوات الإسرائيلية على الجش في 29 أكتوبر عام 1948، خلال عملية حيرام، بعد "معركة ضارية"." أفاد بيني موريس عن مزاعم بأن عشرة من أسرى الحرب، تم تحديدهم كمغاربة يقاتلون مع الجيش السوري، إلى جانب عدد من القرويين، بمن فيهم امرأة وطفلها، قُتِلوا خلال العملية. أمر رئيس الوزراء الإسرائيلي، دافيد بن غوريون، بالتحقيق في الوفيات ولكن لم يتم تقديم أي جنود من الجيش الإسرائيلي للمحاكمة.
كتب إلياس شقور مطران أبرشية عكا وحيفا والناصرة وسائر الجليل للروم الملكيين الكاثوليك سابقاً، والذي استقرت أسرته في الجش، أنه عندما كان في الثامنة من عمره، اكتشف مقبرة جماعية تحتوي على عشرين جثة. اضطر العديد من سكان الجش إلى مغادرة القرية في عام 1948 إلى لبنان وأصبحوا هناك لاجئين فلسطينيين. أُعيد لاحقاً توطين المسيحيين المُهجرّين من قرية كفر برعم القريبة في لبنان والجش، وأصبحوا اليوم مواطنين في إسرائيل، لكنهم ما زالوا يواصلون الضغط من أجل حقهم في العودة إلى قراهم السابقة. في أكتوبر من عام 1950، داهمت القوات الإسرائيلية الجش واعتقلت سبعة مهربين مشتبه بهم تم تجريدهم وتقييدهم وضربهم، لكن تم إطلاق سراحهم لاحقاً دون تهمة.
في ديسمبر عام 2010، تم افتتاح مسار للمشي وركوب الدراجات لمسافات طويلة يعرف باسم مسار التعايش، وربطت الجش بدالتون، وهي بلدة يهودية مجاورة. يقع الطريق البالغ طوله 2500 متر، والذي يمكن للأشخاص ذوي الإعاقة الوصول إليه، على ارتفاع 850 مترًا فوق مستوى سطح البحر ويحتوي على عدة نقاط مراقبة، بما في ذلك منظر لبحيرة دالتون، حيث يتم جمع مياه الأمطار وتخزينها للإستخدام الزراعي.
تُعرف الجش اليوم بالجهود التي تبذلها لإحياء اللغة الآرامية كلغة حية. في عام 2011 وافقت وزارة التعليم الإسرائيلية على برنامج لتعليم اللغة في مدارس الجش الابتدائية. يقول بعض الموارنة في الجش أن الآرامية ضرورية لوجودهم كشعب، بنفس الطريقة التي تكون بها العبرية والعربية لليهود والعرب.

## ديموغرافيا

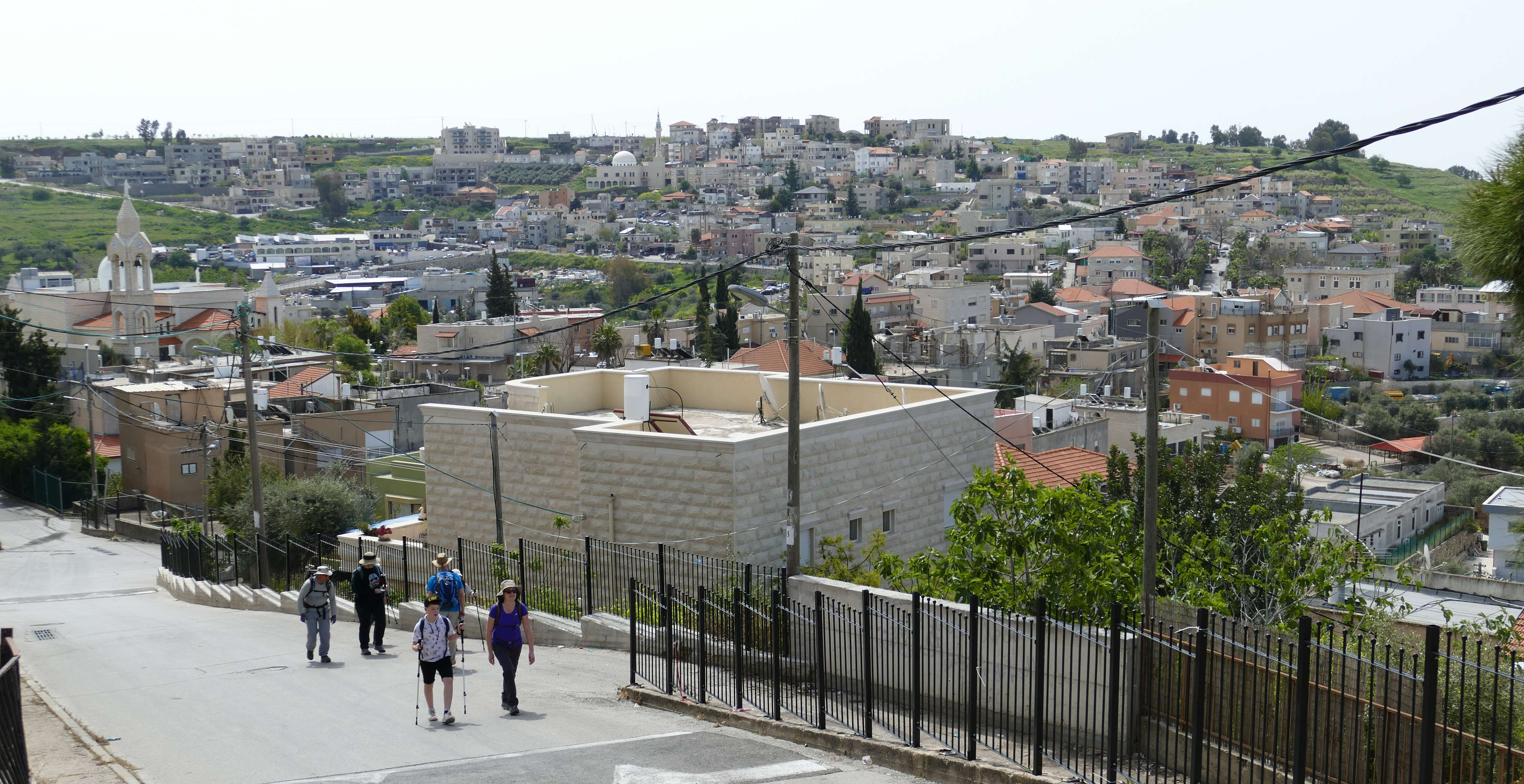
بلدة الجش.

تُعتبر الجش بلدة ذات أغلبية مسيحية، في عام 2017 كان حوالي 63.5% من السكان من المسيحيين، منهم حوالي 55% من أتباع الكنيسة المارونية وحوالي 8.9% من أتباع كنيسة الروم الملكيين الكاثوليك إلى جانب حوالي 36.3% من أتباع الديانة الإسلامية. تضم البلدة على ثلاثة كنائس منها كنيسة مار مارون القديمة والجديدة وكنيسة مار بطرس وبولس للروم الكاثوليك. يُقال أن عائلة لحود (هشوّل) هي أول عائلة وصلت إلى الجش بعد أن كانت مهجورة وأجداد هذه الأسرة هاجروا إلى الجش من جبل لبنان وتسمية العائلة التي عرفت باسم لحود مرتبطة بعملية الهجرة حيث أنه باللغة الدارجة (هشّل) تعني ترك وهاجر وقد استوطن أفراد الأسرة في الجش وجاءت في أعقابهم عائلات مسيحية مارونية أخرى من جبل لبنان كعائلة جبران وإلياس وعقل وعلم وعبود وخريش وغيرها وليس من الواضح سبب هجرة العائلات المارونية من جبل لبنان إلى الجش، فربما يعود إلى نزاعات أو ضيق أو مجاعة وهذا من الأمور المألوفة في ذلك العهد. يعيش اليوم في الجش عدا سكانها الأصليين، عدد لا يستهان به من أبناء قرية كفر برعم الذين غادروا بيوتهم مؤقتا تلبية لطلب السلطات الإسرائيلية التي منعتهم من العودة إلى القرية لاحقًا بعد الفترة المحدودة في الطلب. أما أكبر عائلة إسلامية في الجش فهي عائلة حليحل.
في عام 2001 بلغ تعداد الموارنة في الجش حوالي 1,500 نسمة، وضمت الجش على ثاني أكبر تجمع ماروني في إسرائيل بعد مدينة حيفا. العائلات المارونية التي تسكن الجش اليوم هي: خريش، وشولي، وجبران، وهشول، وعلم، وعقل، وسليمان، وديب، وظاهر، ويعقوب، ولحوّد، وزكنون، وأبو فارس، ومغيزل، وعيسى، وخلول، وزهرة، وإلياس، وصادر، وفرحات، واسمير، ومارون، وأندراوس، وفارس، وإبراهيم، ومخول، ومطانس، وبطرس، وجريس، وطنوس، وسوسان، وفرح، وشحادة، وسروع، وبوبان، وحبيب، وعبود، ونجم، وأيوب ومنصور.
وفقاً لمعطيات دائرة الإحصاء المركزية الإسرائيلية، في عام 2017 نما عدد السكان بمعدل نمو سنوي بلغ 0.2%. وكانت في المرتبة السادسة من أصل عشرة في المؤشر الاجتماعي-الاقتصادي في عام 2015. وبلغت نسبة المؤهلين للحصول على شهادة الثانوية العامة أو البجروت بين طلاب الصف الثاني عشر في المدارس الحكوميَّة بين عام 2016 وعام 2017 حوالي 64.3%. وكان متوسط الراتب الشهري للسكان في نهاية عام 2016 هو 8,040 شيكل جديد بالمقارنة مع المتوسط الوطني حوالي 8,913 شيكل جديد.
يبلغ عدد السّكّان بحسب دائرة الاحصاء المركزية لعام 2021 وهو 3,154، منهم 1,553 رجال والنّساء 1,600. الهجرة السّالبة من البلدة 18-. متوسّط الدّخل الشّهري للرّجال 10,326، أمّا النساء 7,502 شيكل. هناك مدرستان في البلدة، نسبة 80% استحقاق البجروت ونسبة الطّلاب الاكاديمين 4.1. أمّا تقييمها فهو 7 من 10 على المؤشّر الاقتصادي-الاجتماعيّ.

## معالم

### معالم دينية

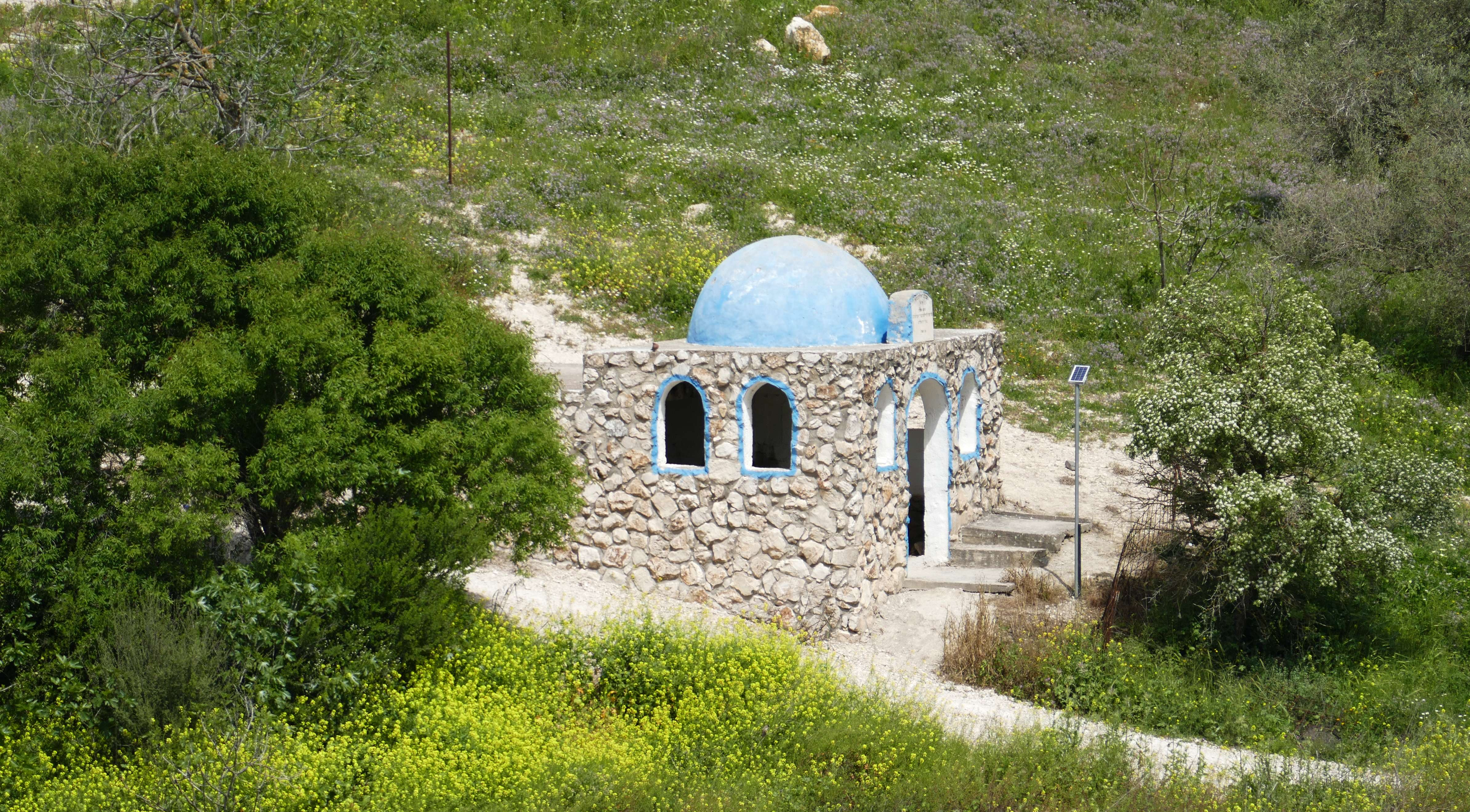
قبر النبي يوئيل في الجش.

وفقًا للتقاليد المسيحية، فإنّ والدي بولس الطرسوسي كانا من الجش. ولد يوحنان من جسكالا، ابن ليفي، في الجش. الكنائس الأخرى في الجش هي كنيسة مارونية صغيرة أعيد بناؤها بعد زلزال صفد عام 1837 وكنيسة مار مارون، وهي الأكبر في البلدة.
تقع في الجش مقابر لشماعيا وأبطليون، وهما من الحكماء اليهود الذين درسوا في القدس في أوائل القرن الأول. ووفقاً للتقاليد، تم دفن النبي يوئيل أيضاً هناك.

### الآثار
تم التنقيب حتى الآن عن ثمانية عشر موقعًا أثريًا في الجش والمنطقة المجاورة لها. اكتشف علماء الآثار كنيسًا يهوديًا يعود تأريخه الى الفترة ما بين القرنين الثالث والسادس الميلاديين. وتم العثور على تمائم يهودية مسيحية في مكان قريب. وتم العثور على شبكة من الكهوف والممرات السرية في الجش، بعضها يقع تحت المنازل الخاصة، تشبه بشكل لافت الأنظار إلى مخابئ في منطقة يهودا استخدمت خلال ثورة بار كوخبا ضد الحكم الروماني في البلاد في القرن الثاني الميلادي.